# Razdoblje zaraćenih država
Razdoblje zaraćenih država (kineski: 戰國時代, pinyin: Zhànguó Shídài), također poznato i kao Era zaraćenih država, je dio povijesti Kine od 5. stoljeća pr. Kr. do ujedinjenja Kine pod dinastijom Qin godine 221. pr. Kr. Nominalno se smatra drugim dijelom vladavine Istočnog Zhoua, koje je slijedilo Razdoblje proljeća i jeseni, iako je dinastija Zhou prestala postojati 256. pr. Kr., 35 godina prije završetka Razdoblja zaraćenih država. Kao i u ranijem razdoblju, kralj Zhoua je bio tek simbolična figura. 
Naziv Razdoblje zaraćenih država potječe od Zapisa zaraćenih država, povijesne zbirke koja datira iz rane dinastije Han. Datum početka Razdoblja zaraćenih država je predmet rasprave; dok neki autori navode 475. pr. Kr., što je formalni kraj Razdoblja proljeća i jeseni, također se spominje i 403. pr. Kr. kada je došlo do trojne podjele kraljevstva Jin.
Razdoblje zaraćenih država je bilo vrijeme kada su, za razliku od Razdoblja proljeća i jeseni, regionalni gospodari rata i velmože anektirali manje susjedne države. Iako je proces zapravo počeo u Razdoblju proljeća i jeseni, on se tada intenzivirao, te se do 3. stoljeća pr. Kr., nametnulo sedam velikih država. Tih Sedam zaraćenih država (戰國七雄/战国七雄 Zhànguó Qīxióng, doslovno „Sedam hegemonija među zaraćenim državama”), su bile: 
- Chu (楚)
- Han (韓/韩)
- Qi (齊/齐)
- Qin (秦)
- Wei (魏)
- Yan (燕)
- Zhao (趙/赵)

Pored njih, u ovom razdoblju je postojala i snažna država Yue, ali je suvremenici, kao i kasniji povjesničari, nisu smatrali dovoljno „kineskom”.
Još jedan znak promjene ravnoteže vlasti su bile titule: gospodari rata su ranije za sebe koristili titulu „vojvode” (公 gōng), priznajući tako vrhovništvo kralja dinastije Zhou, no u ovom razdoblju su se, pak, počeli zvati „kraljevima” (王 wáng), što znači da su sebe smatrali jednakim kralju Zhoua.
Međusobni sukobi sedam država su se „riješili” kada je nakon postupnog jačanja krajem 4. i tijekom 3. stoljeća pr. Kr. najmoćnijom od svih postala država Qin. Njen vladar, Qin Shi Huangdi je između 230. i 221. pr. Kr. pokrenuo niz pohoda kojima je ostalih šest država uništio, a njihove teritorije anektirao državi Qin. Nakon toga se Qin Shi Huangdi proglasio suverenom cijele Kine, odnosno carem, osnovavši tako prvu carsku dinastiju, Qin. Od njezinog naziva se kasnije razvio suvremeni naziv za Kinu.